# Destral de guerra
Una destral de guerra és una destral dissenyada específicament per al combat. Les destrals de guerra eren versions especialitzades dels eixos d'utilitat. Moltes eren adequades per utilitzar-se amb una mà, mentre que altres eren més grans i es desplegaven amb dues mans. Les destrals dissenyades per a la guerra oscil·laven en pes des de poc més de 0,5 a 3 kg i de longitud des de poc més de 30 cm fins a més de 150 cm, com en el cas de la destral danesa o la destral d'esparth. Les armes de tall de més de 150 cm entrarien a la categoria d'armes d'asta.
Les destrals de mà de pedra es van emprar durant centenars de milers d'anys en el Paleolític. Les primeres destrals de pedra amb mànec sembla que es van produir cap al 6000 aC durant el període mesolític. El desenvolupament tecnològic va continuar en el Neolític amb l'ús molt més ampli de pedres dures a més de sílex i l'ús generalitzat del poliment per millorar les propietats de la destral. Les destrals van resultar crítiques en el treball de la fusta i es van convertir en objectes de culte. Aquestes destrals de pedra estaven fetes d'una gran varietat de roques dures com la picrita i altres roques ígnies o metamòrfiques, i estaven molt esteses al Neolític. Molts caps de destral que es van trobar probablement s'utilitzaven principalment com a martells per dividir bigues de fusta i com a masos per a la construcció. Els caps de destral estrets fets de metalls fosos van ser posteriorment fabricats per artesans a l'Orient Mitjà i després a Europa durant l'edat del coure i l'edat del bronze. Els primers exemplars eren sense sòcol.
A la conca mediterrània oriental durant l'edat del ferro, el Labris de doble fulla era prevalent, i la infanteria pesada de l'antiga Grècia utilitzava de vegades com a arma de guerra una destral d'una sola fulla feta de bronze o més tard de ferro. Els grecs van associar les sàgaris, que empraven els escites, a les amazones mitològiques, tot i que aquestes eren generalment eixos cerimonials més que instruments pràctics. Les tribus bàrbares que van trobar els romans al nord dels Alps van incloure destrals de guerra de ferro a les seves armeries, juntament amb espases i llances. Els càntabres de la península Ibèrica també utilitzaven destrals de guerra.
Les destrals de guerra van ser molt comunes a Europa durant les invasions bàrbares i l'era dels vikings, i es van continuar usant durant la resta de l'Edat Mitjana, amb combatents significatius com a portadors de destrals als segles XII, XIII i XIV. La majoria de destrals de guerra europees medievals tenien un cap encaixat (és a dir, que l'extrem més gruixut i de culata de la fulla contenia una obertura a la qual s'introduïa un mànec de fusta), i alguns incloïen langets: tires llargues de metall col·locades a les cares del mànec per evitar que es faci malbé durant el combat. De vegades, les galtes del cap de destral portaven patrons decoratius gravats, gravats, perforats o incrustats. Els destrals de guerra d'època tardana tendeixen a ser de construcció totalment metàl·lica. Sovint s'hi col·locava un pic afilat, de vegades corbat, a la part posterior de la fulla de la destral de guerra per proporcionar a l'usuari una arma secundària de penetració. També es podria afegir una punta apunyalada com a remat. De la mateixa manera, el martell de guerra va evolucionar a l'època medieval amb caps estriats o punxeguts, cosa que ajudaria a "mossegar" l'armadura i transmetre la seva energia a l'usuari, en lloc de mirar la superfície de l'armadura. Els cops d'aquestes armes penetrants no sempre eren letals. Hi ha molts relats de cavallers amb blindatge de plaques colpejats amb aquestes armes i, mentre l'armadura s'havia malmès, el portador va sobreviure i, en alguns casos, completament il·lès. Armes d'asta medievals com l'alabarda i l'espolsó eren variants de la forma bàsica de destral de guerra.

## Descripció general

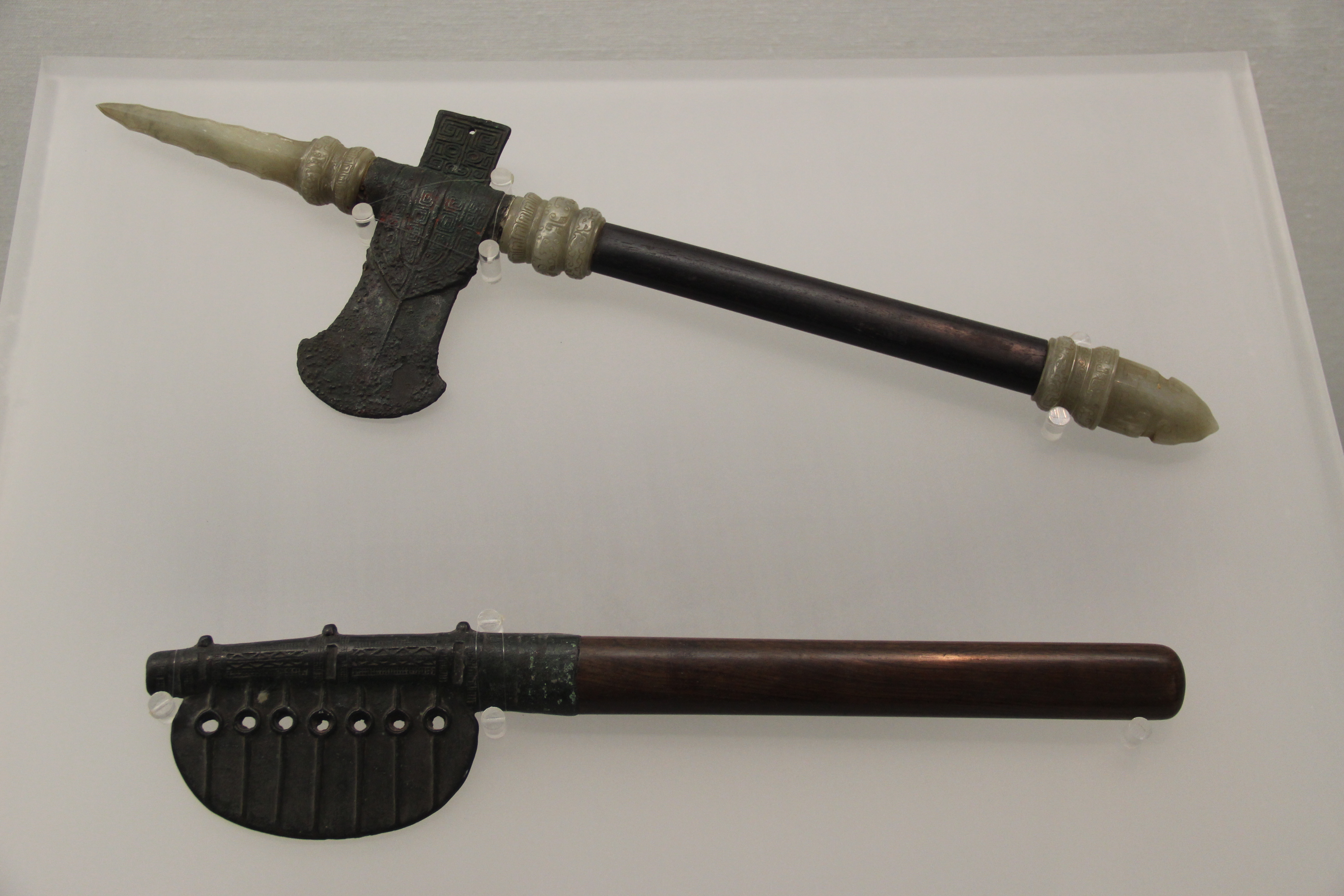
Destrals de bronze, dinastia Zhou

Al llarg de la història humana, els objectes comuns s'han utilitzat com a armas. Les destrals, en virtut de la seva ubiqüitat, no en són una excepció. A més de les destrals dissenyades per al combat, hi havia moltes destrals de batalla que també servien com a eines. Les destrals també es poden modificar per convertir-les en projectils letals (vegeu la francisca per veure'n un exemple). Les destrals eren sovint més barates que les espases i considerablement més disponibles.
Les destrals de batalla generalment pesen molt menys que les modernes destrals per a partir, especialment malls per a partir, perquè van ser dissenyades per a tallar cames i braços en lloc de fusta; en conseqüència, la norma són les fulles llesques lleugerament estretes. Això facilita ferides profundes i devastadores. A més, una arma més lleugera és molt més ràpida d'usar en combat i manipular per a atacs repetits contra un adversari.
Els caps en forma de mitja lluna de les destrals de batalla europees de l'època romana i els períodes post-romans generalment estaven fetes de ferro forjat amb una vora d'acer al carboni o, amb el pas del temps a través del molts segles de l'era medieval, acer. Els mànecs de fusta dura de les destrals militars es van reforçar amb bandes de metall anomenades langets, perquè un guerrer enemic no pogués tallar el mànec. Alguns espècimens posteriors tenien mànecs totalment metàl·lics.
Les destrals de batalla s'associen particularment a la imaginació popular occidental amb els vikings. Certament, els soldats d'infanteria escandinaus i els rondadors marítims els van emprar com a arma de reserva durant el seu apogeu, que es va estendre des de principis del segle viii fins a finals del segle xi. Van produir diverses varietats, incloses destrals llancívoles especialitzades (vegeu francisca) i destrals "barbudes" o "skeggox" (anomenades així per la vora inferior del full que augmentava el poder de tall i podia usar-se per atrapar la vora d'un oponent) escut i tirant cap avall, deixant el portador de l'escut vulnerable a un cop de seguiment). Les destrals vikingues poden haver estat empunyades amb una o dues mans, depenent de la longitud del mànec de fusta simple. Vegeu Armes i armadura en època vikinga.

## Orígens de la destral de guerra
En el Paleolític, els homes, que ja feien servir armes fetes amb fusta i banyes com la javelina i la maça, comencen a treballar la pedra (sílex, per exemple) i aconsegueixen els primers cants afilats. Amb ells, els primers caçadors de l'Edat de Pedra van desenvolupar les primeres destrals fetes d'un simple pal al qual se li "lligava" mitjançant corretges el cant esmolat.
Atès que aquestes primitives armes ja destacaven per les mateixes qualitats que les dels seus descendents metàl·liques d'"edats" posteriors (potent copejament i capacitat de tallar), amb la lenta invenció de la metal·lúrgia del coure en el Calcolític, l'Humanitat va adaptar l'antiga forma de les seves armes als nous metalls, li van afegir forats per agafar-la al seu pal -que més tard es convertirien en el seu tradicional anell per on enfilaven l'asta- i les van esmolar més i més. Però aquestes armes i eines de coure amb prou feines milloraven les tradicionals. Tot i això, l'ús de metalls per encastar i unir "peces" sembla que sí que va permetre desenvolupar armes més duradores i fins i tot les primeres empunyadures en ganivet.
I també utilitzaven les armes per caçar unes vegades preses com mamuts, serps, etc.
És en l'Edat del Bronze quan "enlairen" el treball dels metalls i, per tant, de la forja d'armament. Les destrals comencen a tenir desenvolupaments diversos amb què els primitius ferrers ofrenen els seus guerrers. Alguns es rebutgen, i altres comencen a asseure's com a vàlids i òptims. D'aquesta època podem destacar les evolucions del destral de guerra com les destrals de taló, de cub, de apèndixs,  planes o les discoïdals. I fins i tot remarcar que certes cultures europees i orientals ja van desenvolupar primitives Bipenis (destrals de doble fulla), destrals d'armes, d'ús estrictament militar.
Podríem dir que en aquesta època es rebutgen ja els desenvolupaments poc efectius o d'aliatges "tous", quedant els que a posteriori passarien a l'Edat del Ferro. En aquesta època fins i tot apareixen jocs de fulles metàl·liques amb forma d'espasa ampla o fulles romboïdals que se cenyien a banyes i que els arqueòlegs denominen alabarda primigènies (com les alabardes de tipus argàric), bastant similars al que serien "proves" d'arxes o destrals llargues.

## Tipus de destrals de guerra
Centrant-nos, doncs, en els dissenys de destrals des de l'Edat del Bronze a l'Edat Antiga, que són en què es presenten els desenvolupaments morfològics finals, podem catalogar les destrals de guerra en diversos tipus (vegeu gràfic superior per a aclariments morfològics; cronològicament poden variar els últims tipus):

### Edat del Coure (Calcolític) i Edat del Bronze
En aquest llarg període, la introducció dels metalls -sobretot els aliatges de bronze- permet desenvolupar armes i eines més efectives i estilitzades. Els talls comencen a ser més durs que la resta gràcies a millors combinacions de tècniques de forja i materials, cosa que possibilita formes més "reconeixibles" de destrals.
Les definicions que segueixen i la seva cronologia varien molt depenent de les fonts, però es poden distingir bé a l'àrea mediterrània occidental.
| Destral                        | Descripció |
| Destral plana                  | Període inicial de l'Edat del Bronze. Són massisses, amb perfil entre rectangular i trapezoide, de secció aplanada i amb tall en un dels extrems. Se solen agafar amb elements externs a l'asta (3500-1600 aC). |
| Destral plana doble            | De cultures tecnològicament molt avançades com la Minoica o de l'antic Egipte (anterior a 1600 aC). |
| Destral de talls desenvolupats | Tipus Bujôes-Barcelos, característica del període (3000-1100 aC). Destrals més elaborades a partir del motlle on es comencen a veure talls més amplis i arrodonits.                                             |
| Destral de taló/topall         | amb 1 o 2 anelles, amb o sense maçarota: Destral que recorda els martells milaters posteriors, allargades amb anella/es al centre o al tercer terç des del seu tall de Bronze Final (1100-700 aC).              |
| Destral de cub                 | Cap de destral buida a la qual se li incrustava l'asta en forma de "L" Bronze Final (1100-700 aC). |
| Destral d'apèndixs             | O amb petos a la part posterior Bronze Final (1100-700 aC). |

Tots aquests caps de destral no solien excedir normalment els 18 cm de longitud -tret dels dobles, és clar-, però a causa de la seva massa i forma eren molt massisses.

### Edat Antiga i Alta Edat Mitjana
Es caracteritzen per la introducció del ferro i acer en la seva fabricació, la qual cosa influeix en la seva morfologia. Comencen a elaborar-se destrals amb talls molt grans i corbs, que moltes vegades s'alleugereixen desenvolupant molt el tall des de l'anella per enastar. En alguns casos, a les formes de les "destrals de topall" (a contrafil amb part roma i contundent) els afegeixen apèndixs punxeguts (petos-pics), d'ús més marcial, que a més serveixen de contrapès per equilibrar millor l'arma. En altres, aprofiten les qualitats del ferro per fabricar destrals de major grandària i pes, a les quals els fixen banyes llargues per usar amb les dues mans. L'experiència en tàctiques de guerres influeix fins i tot en el desenvolupament de versions "equilibrades" que es poden "llençar". És en definitiva la "Edat d'Or" de les destrals. De tota manera, l'element distintiu en el seu desenvolupament va ser la tècnica de forjar duríssims talls acerats, que van canviar radicalment les necessitats defensives dels guerrers.
Els desenvolupaments més representatius d'aquesta època del ferro són:
| Destral          | Descripció |
| Francisca        | Destral del poble franc, a una mà, lleugera i llancívola. |
| Guimbarda        | Destral típica de les tribus nòrdiques i germàniques, ampla, petita i secundària a la panòplia d'aquests guerrers. |
| Bipenis          | Nom provinent del llatí per referir-se a les destrals de doble fulla, que segons la literatura clàssica va ser una arma típica de les amazones.                                                                                     |
| Bulkeman         | Destral germànica, pesada. |
| Danesa / Vikinga | Destral d'asta llarga que va guanyar la seva reputació pels qui la van usar tan terriblement, i gràcies a la seva forja amb una classe de ferro especial que es diu era d'origen meteòric (per confirmar).                          |
| Normanda         | És la destral típica representada en l'art altmedieval. Sense petos i de fulla desenvolupada i llarga banya a una mà. Encara que els normands van ser vikings, aquesta destral és una versió més curta i similar a les dels francs. |

## Baixa Edat Mitjana
Als segles finals de l'Edat Medieval, l'aparició d'armadures de plaques (arnès) va provocar l'especialització de totes les armes ofensives o del seu ús. En el cas de la destral veiem com la tradicional destral de guerra llarga comença a tenir "sempre" un "peto" a l'oposat de la fulla en forma de bec o fulla, així com una fulla vertical esmolada al seu topall, convertint-se en les anomenades destrals d'armes. Això és perquè la "penetració" era en aquella època un factor determinant a l'hora de traspassar –i ferir– les armadures. Per això, la destral, que sempre va ser una arma de milícies per la facilitat i la rapidesa de forja, es va especialitzar per als nous menesters.
Tot i això, el gran i reconegut poder de profit de les destrals va mantenir el seu full principal i no va caure en desús a favor de martells, maces i becs, ja que a més de "ferir" una arma havia de "vèncer". I això no era altra cosa que aconseguir que l'armat enemic –fins i tot sense ser ferit de gravetat– acabés "abonyegat" a la seva armadura i "doblegat" a les seves forces davant tan magns talls (cops).
Les variants de les destrals en aquesta època són les següents:
| Destral                                | Descripció |
| Destral d'armes                        | Forma especialitzada i amb "petons" de la tradicional destral de guerra a una mà. Va acabar forjant-se de només una peça de metall. |
| Pic de corb                            | Entre una destral o bec militar, aquesta categoria d'"armes contundents" es va caracteritzar per unir la "massa" de les destrals amb la capacitat de perforació dels pics.                                                                                   |
| Destral de petos                       | (Pollax, Poleaxe, Pollaxe): Destral llarga d'armes molt especialitzada d'infants. |
| Destrals ("Fulles") llargues enastades | A partir d'aquesta època, encara que es van desenvolupar abans, apareixen versions més especialitzades, i es popularitzen encara més armes enastades amb –o sense– "caps d'armes", amb fulles de destral o de bretxa tals com les arxes, les alabardes, etc. |

En aquests segles, l'ús i la forma de les destrals, ja molt especialitzat, és prominentment de la infanteria, de cavallers, i sobretot per a justes, duels i batalles en què la infanteria tenia un paper principal.